# جایزه بزرگ اسپانیا ۱۹۷۱
جایزه بزرگ اسپانیا ۱۹۷۱ (انگلیسی: ‎1971 Spanish Grand Prix‎) یک مسابقهٔ موتوری در رشتهٔ اتومبیل‌رانی فرمول یک بود که در تاریخ ۱۸ آوریل ۱۹۷۱ در پیست مونجوییک واقع در مونجوییک، بارسلون، کاتالونیا، اسپانیا برگزار شد. این گراند پری در میان ۱۱ گراند پری در فصل ۱۹۷۱، مسابقهٔ شمارهٔ ۲ بود.
در این مسابقه که در ۷۵ دور و به مسافت ۲۸۴٫۳۲۵ کیلومتر (۱۷۶٫۶۷۱ مایل) برگزار شد، پول پوزیشن توسط ژاکی ایکس کسب شد و سریع‌ترین زمان برای طی یک دور پیست که برابر با ۱:۲۵٫۱ بود نیز توسط ژاکی ایکس به ثبت رسید.
جکی استوارت از تیم تایرل-فورد، ژاکی ایکس از تیم فراری و کریس ایمون از تیم ماترا به‌ترتیب مقام‌های اول تا سوم مسابقه را کسب کردند.

## رده‌بندی قهرمانی پس از مسابقه
|       | جایگاه | راننده       | امتیاز |
| ----- | ------ | ------------ | ------ |
| ۱     | ۱      | جکی استوارت  | ۱۵     |
| ۱     | ۲      | ماریو اندرتی | ۹      |
| ۵     | ۳      | ژاکی ایکس    | ۶      |
| ۱     | ۴      | کریس ایمون   | ۶      |
| ۲     | ۵      | کلی رگاتزونی | ۴      |
| منبع: |        |              |        |

|       | جایگاه | سازنده     | امتیاز |
| ----- | ------ | ---------- | ------ |
|       | ۱      | فراری      | ۱۵     |
|       | ۲      | تایرل-فورد | ۱۵     |
| ۱     | ۳      | ماترا      | ۶      |
| ۱     | ۴      | لوتوس-فورد | ۳      |
| ۵     | ۵      | بی‌آرام     | ۳      |
| منبع: |        |            |        |

یادداشت
- تنها پنج جایگاه نخست از هر رده‌بندی نمایش داده شده‌است.